# Copa Pan-Americana de Voleibol Masculino Sub-23
A Copa Pan-Americana de Voleibol Masculino Sub-23 é uma competição continental realizada pela Confederação da América do Norte, Central e Caribe de Voleibol (NORCECA). Começou a ser disputada no ano de 2012, no Canadá. A seleção do Brasil sagrou-se a primeira campeã do torneio. Os demais campeonatos foram conquistados por Argentina, Cuba e México, sendo esta última a atual campeã.

## Histórico
Contando com a presença de cinco países (Argentina, Brasil, Canadá, México e República Dominicana), a primeira edição do torneio foi realizada em Langley, no Canadá. A tradicional seleção brasileira conquistou a medalha de ouro ao bater sua similar Argentina; pela disputa do bronze a seleção dominicana derrotou os donos da casa. Nesta edição ainda não havia classificação para o Mundial da categoria, uma vez que o mesmo ainda não havia sido criado, sendo mais um estímulo para desenvolvimento de uma categoria entre a base e o nível adulto.
A segunda edição, realizada em Cuba, em 2014, reuniu além dos anfitriões, mais cinco equipes: República Dominicana, México, Guatemala, El Salvador e Trinidad e Tobago. Pode-se considerar que a competição teve um nível contestável, uma vez que reuniu equipes sem tradição no voleibol; mesmo Cuba e México à época tinham um nível mediano para a categoria. A seleção anfitriã sagrou-se campeã ao bater seu rival mexicano, enquanto a República Dominicana conquistou o bronze ao vencer a fraca seleção da Guatemala.
Familiarizada com o voleibol, a cidade mexicana de Guanajuato foi sede da III Copa Pan-Americana Sub-23, tendo como palco o Yerbabuena Sports Gymnasium. Esta edição contou com o recorde de participantes, com nove equipes divididas em três grupos: o grupo A composto por Colômbia, Guatemala e México, o grupo B formado por Cuba, República Dominicana e Cuba, e o C por Argentina, Chile e Santa Lúcia. Além do título da competição, as equipes buscavam uma qualificação para o Campeonato Mundial da categoria, sendo duas para as equipes da NORCECA e uma disputada pelas equipes da Confederação Sul-Americana de Voleibol (CSV), uma vez que a primeira vaga foi conquistada pela equipe brasileira ao conquistar o título sul-americano da categoria no mesmo ano. A seleção da Argentina conquistou sua classificação ao mundial por ter sido a melhor equipe sul-americana no ranking final, tendo conquistado o título sobre o selecionado cubano, com uma vitória por 3 sets a 1. Além da equipe cubana, a seleção mexicana conquistou seu passe ao mundial da categoria por ser a segunda melhor equipe da NORCECA na classificação geral, tendo batido a equipe da República Dominicana pelo 5º lugar. Sem chances de classificação ao mundial, Chile e Colômbia duelaram pelo bronze, tendo a disputa sido encerrada em sets corridos a favor dos jovens dos Andes.

## Quadro de medalhas
| Ordem | País                 | Medalha de ouro | Medalha de prata | Medalha de bronze |   |
| ----- | -------------------- | --------------- | ---------------- | ----------------- | - |
| 1     | Cuba                 | 3               | 1                | 0                 | 4 |
| 2     | México               | 1               | 2                | 0                 | 3 |
| 3     | Argentina            | 1               | 1                | 0                 | 2 |
| 4     | Brasil               | 1               | 0                | 0                 | 1 |
| 5     | República Dominicana | 0               | 1                | 3                 | 4 |
| 6     | Porto Rico           | 0               | 1                | 0                 | 1 |
| 7     | Chile                | 0               | 0                | 1                 | 1 |
| 7     | Guatemala            | 0               | 0                | 1                 | 1 |
| 7     | Peru                 | 0               | 0                | 1                 | 1 |

## MVPs por edição
- 2012 –  Rogério Carvalho[8]
- 2014 –  Osniel Rendon[9]
- 2016 –  German Johansen[10]
- 2018 –  Roamy Alonso
- 2021 –  Josué de Jesús López[7]
- 2023 –  Alejandro Miguel González